# Метал-карбеновий комплекс

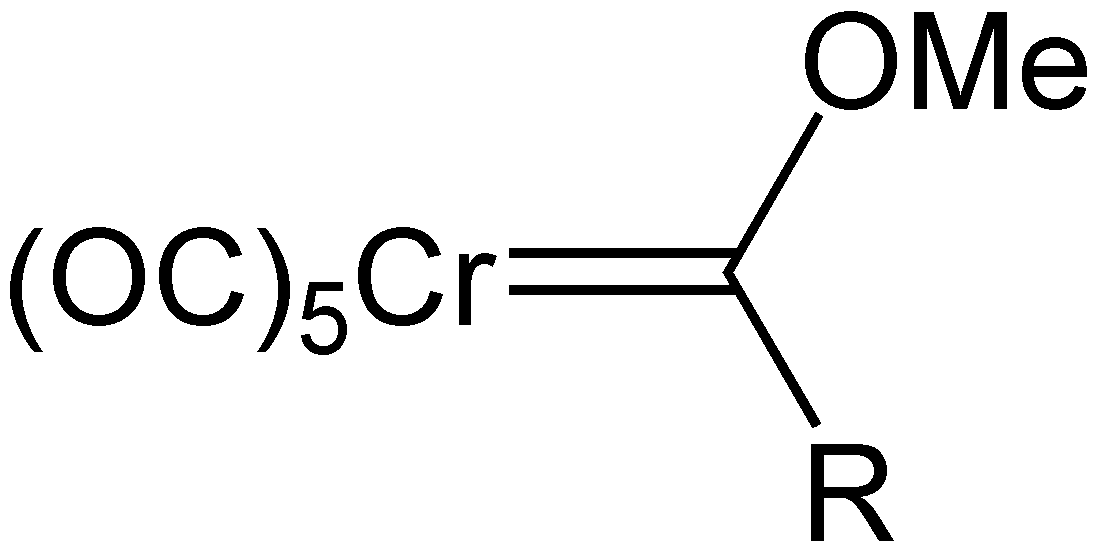

Метал-карбеновий комплекс (рос. металлокарбенный комплекс, англ. metal-carbene complex) — металічний комплекс типу R2CMLn (М — метал, L — ліганд), в яких карбен формально координований з металом.
Наприклад, (CO)2W=C(Ph)(OR).